# Axel Gyldenstierne
Axel Knudsen Gyldenstierne, född omkring 1542, död den 13 juli 1603 i Sandviken på Gotland, var en dansk ämbetsman och norsk riksståthållare. Han var son till Knud Pedersen Gyldenstierne och Sidsel Ulfstand.
Litet är känt om Gyldenstjernes ungdomsår, han gör sig märkt i historien först under nordiska sjuårskriget (1563-70, då han var vid danske kungen Fredrik II:s hov, och ute i krigsoperationer. Efter kriget belönades hans insatser med län i Danmark och Skåne. 1579 blev han landsdomare i Skåne, från 1581 var han medlem i Riksrådet i Danmark och 1585 var han tillsammans med Christoffer Valkendorf ansvarig för styrandet av Danmark under kungens frånvaro.
När Fredrik dog 1588 och den 11 år gamla Kristian IV blev kung under en förmyndarregering, utnämndes Gyldenstjerne till ståthållare i Norge och länsherre över Akershus. Under hans tid som ståthållare upprättades sorenskriverämbetet, Akershus fästning rustades upp, skattetrycket ökade, gränsen mot Sverige i norr markerades, och Gyldenstjerne uppmuntrade personligen Peder Claussøn Friis till att översätta konungasägnerna till norska.
Gyldenstjerne avgick efter eget önskemål 1601, och mottog två län i Blekinge. 1602-03 deltog han i en resa till Ryssland, som ledsagare för den danske kungens bror, prins Hans, som skulle gifta sig med den ryske tsaren Boris Godunovs dotter. Prinsen dog dock före bröllopet, och Gyldenstjerne dog själv under hemresan i Sandviken. 
Axel Gyldenstierne skrev en skildring av nordiska sjuårskriget, tyckt i Monumenta historiæ, 1875.